# Dinozetes latissimus
Dinozetes latissimus är en kvalsterart som beskrevs av Balogh 1962. Dinozetes latissimus ingår i släktet Dinozetes och familjen Microzetidae. Inga underarter finns listade i Catalogue of Life.